# Aleksandar Nedeljković
Aleksandar Nedeljković (Vranje, 27 ottobre 1997) è un pallavolista serbo, centrale del Cisterna.

## Carriera

### Club
La carriera di Aleksandar Nedeljković inizia nel 2011 nel Vranje, in Druga Liga; nella stagione 2015-16 passa al Kosovska Mitrovica, in Prva Liga. Nell'annata 2017-18 viene ingaggiato dai polacchi dello Skra Bełchatów, in Polska Liga Siatkówki, con cui vince la Supercoppa e lo scudetto; resta in Polonia anche per il campionato successivo giocando però per l'AZS Częstochowa, in I liga.
Nella stagione 2019-20 rientra in patria difendendo i colori dello Spartak Subotica, in Superliga, mentre nella stagione seguente si accasa al Lvi Praha, nell'Extraliga ceca. Nell'annata 2022-23 veste la maglia dei tedeschi del Friedrichshafen, in 1. Bundesliga, per poi firmare, in quella 2023-24 per il Cisterna, nella Superlega italiana.

### Nazionale
Nel 2022 ottiene le prime convocazioni nella nazionale serba.

## Palmarès

### Club
- Campionato polacco: 1

2017-18
- Supercoppa polacca: 1

2017